# Group TAC
Group Tac Co.,Ltd. (株式会社グループ・タック, Kabushiki gaisha Gurūpu · Takku) est un studio d'animation japonais fondé en 1968 et disparu en 2010.

## Histoire
En 1968, Atsumi Tashiro, responsable du son pour Mushi Production et Gisaburō Sugii, réalisateur et membre du collectif d'artiste Art Fresh fondent le studio Group TAC, spécialisé à l'époque dans la sous traitance de gestion du son. Ce n'est que véritablement qu'en 1975 avec Manga Nippon Mukashi Banashi que le studio va également s'occuper de l'animation.

## Production
Sources

### Série TV
- Munchen no Machi (? ep) (avr 1972 - août 1972)
- Manga Nippon Mukashi Banashi TV 1 (12 épisodes) (janv 1975 - mars 1975)
- Huckleberry no Bouken (26 épisodes) (janv 1976 - juin 1976)
- Manga Nippon Mukashi Banashi TV 2 (1453 épisodes) (janv 1976 - sept 1995)
- Manga Ijin Monogatari (46 épisodes) (nov 1977 - sept 1978)
- Manga Kodomo Bunko (51 épisodes) (oct 1978 - sept 1979)
- Hi no kuni monogatari (? ep) (? 1980 - ? 1980)
- Baku-san no Kaban (ばくさんのかばん) (? ep) (avr 1980 - mars 1985 et avr 1985 - mars 1987)
- Tokimeki Tonight (34 épisodes) (oct 1982 - sept 1983)
- Iga no Kabamaru (24 épisodes) (oct 1983 - mars 1984)
- Théo ou la batte de la victoire (101 épisodes) (mars 1985 - mars 1987)
- Une vie nouvelle (48 épisodes) (mars 1987 - mars 1988)
- Nadia, le secret de l'eau bleue (39 épisodes) (avr 1990 - avr 1991) (avec Gainax)
- Sanchoume no Yuuhi (27 épisodes) (oct 1990 - sept 1991)
- Manga Nihonshi (52 épisodes) (avr 1992 - mars 1993)
- Yadamon (170 épisodes de 10 min) (août 1992 - juil 1993)
- Tomodachi de Iyou ne (ともだちでいようね) (avec la saison 2, 26 épisodes de 5 min) (oct 1992 - déc 1992)
- Sanchōme no Tama (9 épisodes) (juil 1993 - août 1993)
- Jungle no Ouja Tā-chan (50 épisodes) (oct 1993 - sept 1993)
- Tomodachi de Iyou ne TV2 (avec la saison 1, 26 épisodes de 5 min) (nov 1993 - déc 1993)
- Sanchōme no Tama TV2 (26 épisodes) (avr 1994 - sept 1994)
- Gakkou no Kowai Uwasa (35 épisodes de 5 min) (août 1994 - déc 1995)
- Tobe! Isami (50 épisodes) (avr 1995 - mars 1996)
- Street Fighter 2 V (29 épisodes) (avr 1995 - nov 1995)
- Bit the Cupid (48 épisodes) (avr 1995 - mars 1996)
- Bono Bono (48 épisodes de 15 min) (avr 1995 - mars 1996)
- Ceux qui chassent des elfes (12 épisodes) (oct 1996 - déc 1996)
- YAT Anshin! Uchū Ryokou (50 épisodes) (oct 1996 - sept 1997)
- Hare Tokidoki Buta (61 épisodes) (juil 1997 - sept 1998
- Vampire princess Miyu (26 épisodes) (oct 1997 - mars 1998) (avec AIC)
- Ceux qui Chassent des Elfes 2 (12 épisodes) (oct 1997 - déc 1997)
- YAT Anshin! Uchū Ryokou 2 (50 épisodes) (avr 1998 - oct 1998)
- Android Ana Maico 2010 (24 épisodes de 15 min) (avr 1998 - sept 1998) (avec Ekura Animal)
- Jikuu Tantei Genshi-kun (43 épisodes) (oct 1998 - juin 1999)
- Let's Nupu-Nupu (16 épisodes de 10 min) (oct 1998 - nov 1998)
- Himiko-Den (12 épisodes) (janv 1999 - mars 1999)
- Kyoro-chan (91 épisodes) (juil 1999 - mars 2001)
- Ai no Wakakusa Yama Monogatari (12 épisodes) (août 1999 - oct 1999)
- Oruchuban Ebichu (24 épisodes de 9 min) (août 1999 - oct 1999) (avec Gainax)
- Koume-chan ga Iku! (12 épisodes) (août 1999 - sept 1999)
- Ippatsu Kiki Musume (16 épisodes de 4 min) (oct 1999)
- Monkey Magic (13 épisodes) (déc 1999 - mars 2000)
- Baki (24 épisodes) (janv 2001 - juin 2001)
- Chikyu Bouei Kazoku (13 épisodes) (janv 2001 - mars 2001)
- Gyouten Ningen Batsealer (52 épisodes) (avr 2001 - mars 2002)
- Olive et Tom, le retour (52 épisodes) (oct 2001 - oct 2002) (avec Studio Madhouse)
- Bistro Recipe (26 épisodes) (déc 2001 - juin 2002)
- Gilgamesh (26 épisodes) (oct 2003 - mars 2004)
- Futatsu no Spica (20 épisodes) (nov 2003 - mars 2004)
- Area 88 (12 épisodes) (janv 2004 - mars 2004)
- Nanami-chan (76 épisodes de 5 min) (2004 - 2008)
- Viewtiful Joe (51 épisodes) (oct 2004 - mars 2005)
- Ton-Ton Atta to Niigata no Mukashi Banashi (13 épisodes) (oct 2004 - déc 2004)
- Grenadier (12 épisodes) (oct 2004 - janv 2005)
- Gakuen Alice (26 épisodes) (oct 2004 - mai 2005)
- Kage kara mamoru (12 épisodes) (janv 2006 - mars 2006)
- Hanbun no tsuki ga noboru sora (6 épisodes) (janv 2006 - fév 2006)
- Shinigami no ballad (6 épisodes) (mars 2006 - avr 2006)
- Tokko (13 épisodes) (avr 2006 - juil 2006) (avec AIC)
- Black Blood Brothers (avr 2006 - sept 2006) (avec Studio Live)
- Tetsuko no Tabi (13 épisodes) (juin 2007 - sept 2007)
- Happy Happy Clover (13 épisodes) (juin 2007 - sept 2007)

### TV spéciaux
- Jérémie no Hon (24 déc 1980)
- Nishi Manrui (5 mai 1982)
- Nine (4 mai 1983)
- Nine 2: Koibito Sengen (18 décembre 1983)
- Nine 3: Kanketsuhen (9 septembre 1984)
- Diana to Charles (1986)
- Manga de Yomu Koten (6 TV spéciaux) (1988 - 1990)
- Spring and Chaos (14 déc 1996)
- Shounen H ga mita Sensou (1 TV spécial) (août 1997)
- Touch - Miss Lonely Sunday (11 déc 1998)
- Touch - Cross Road (11 déc 1998)

### Films
- Tasuke ai no rekishi (1973)
- Jack et le Haricot Magique (1974)
- 11 Piki no Neko (1980)
- Zou no inai Doubutsuen (1982)
- Tsushimamaru-sayonara okinawa (1982)
- Noel no Fushigi na Boken (1983)
- Nine - Le film (1983)
- Gongitsune (1985)
- Train de nuit dans la Voie lactée (1985)
- Touch - le film (1986)
- Touch - le film 2 (1986)
- 11 Piki no Neko to Ahoudori (1986)
- Touch - le film 3 (1987)
- Chironup no Kitsune (1987)
- Le Roman de Genji (1987)
- Goro (1988)
- Hiatari Ryōkō! - le film (1988)
- Kan kara sanshin (1989)
- Hashire! Shiroi Ōkami (1990)
- Nadia, le secret de l'eau bleue - le film (1991)
- Pacchin shite! Obaa-chan (1993)
- Sanchōme no Tama - le film (1993)
- Bono bono le film (1993)
- Street Fighter II - le film (1994)
- Tenshi nanka ja nai (1994)
- Tenchi Muyō film 2 (1997)
- Hare Tokidoki Buta - film 1 (1999)
- Hare Tokidoki Buta - film 2 (1999)
- Taiyou no hou (2000)
- Sekai ichi utsukushii boku no mura (2002)
- 1 nen 1 kumi 1 ban yuuki (2002)
- Oretachi, tomodachi, tomodachi kuru ka na (2002)
- Ikitemasu, 15 sai (2002)
- Ougon no hou (2003)
- La Vallée d'émeraude (Arashi no yoru ni, 2005)
- Buddha Saitan (2009)

### OAV
- Sanchōme no tama - OAV (7 OAV) (nov 1988 - nov 1990)
- Manga edo ero bashi (5 OAV) (avr 1989 - déc 1989)
- Hana saki yama (1 OAV) (juil 1990)
- Mochi mochi no hon (1 OAV) (juil 1990)
- Mainichi ga Nichiyoubi (2 OAV) (sept 1990)
- Seiichi Hayashi gashuu (1 OAV) (1991)
- Sweet spot (1 OAV) (avr 1991)
- Nemurenu yoru no chiisana ohanashi (3 OAV) (avr 1992 - sept 1992)
- Bewitching nozomi (3 OAV) (août 1992 - mars 1993)
- Ginnagashi (1 OAV) (janv 1993)
- Kibun wa keijijou (1 OAV) (avr 1994)
- Princess Minerva (1 OAV) (sept 1995)
- Gojirando (3 OAV) (1996)
- HEN (2 OAV) (mars 1997 - juin 1997)
- Nezumi-kun no chokki (4 OAV) (juil 1997 - 1999)
- Kyoushitsu wa obake ga ippai (1 OAV) (juil 1998)
- Boku wa yuusha dazo (1 OAV) (juil 1998)
- Street Fighter Alpha (2 OAV) (1999)
- Shin gakkou no yuurei (1 OAV) (juin 1999)
- Grandeek gaiden (1 OAV) (nov 2000)
- Yonimo osoroshii Grimm douwa (1 OAV) (juin 2000)
- Yonimo osoroshii nihon mukashibanashi (1 OAV) (juin 2000)
- Submarine 707R (2 OAV) (sept 2003 - avr 2003)
- Ajisai no uta (3 OAV) (août 2004 - oct 2004)
- Nenbutsu monogatari Shinran-sama negai, soshite hikari (1 OAV) (mars 2008)

## Source
1. 1 2 3 4  (ja) « Information sur la société sur le site officiel de Group TAC » (consulté le 19 avril 2009)
2. ↑  (ja) « Profil de Atsumi Tashiro sur le site officiel de Group TAC » (consulté le 19 avril 2009)
3. ↑  (ja) « Réalisations du studio sur le site officiel de Group TAC. » (consulté le 20 avril 2009)